# 밀양 백운사 동종
밀양 백운사 범종(密陽 白雲寺 梵鐘)은 대한민국 경상남도 밀양시 교동, 백운사에 있는 철종이다.
1972년 2월 12일 경상남도의 유형문화재 제57호 백운사 범종으로 지정되었다.

## 개요
중국 원나라의 영향을 받아 철로 만들어진 높이 85cm, 입 지름 65cm의 종이다.
종을 매다는 용뉴는 두 마리의 용이 서로 얽힌 모습으로, 안정감을 느끼게 한다. 몸체에는 4개의 구획을 만들어 그 꼭지에는 의도적인 구멍이 있는 겹 연꽃 무늬 띠와 亞자문이, 중앙에는 띠장식을 중심으로 위·아래에 사각형의 문양대와 꽃무늬가 있다. 8개의 반원 모양으로 이루어진 입구와 몸 아랫부분에는 8괘무늬를 조화롭게 배치하였다. 이들은 모두 표면에 약간 도드라지는 양각선으로 처리되어 종의 양감을 더해준다.
이 범종은 한국 종과는 그 재료와 구조면에서 매우 다른 중국종의 특징이 나타나고 있다. 2마리의 용과 의도적인 구멍, 띠 장식은 중국종의 형식을 따르고 있다. 특히 한국종에는 소리의 울림을 도와주는 관인 음통이 있는데, 여기에는 음통 대신 구멍이 나 있어 역할을 대신한 것으로 생각된다. 이와 같은 방법은 고려 양식 또는 중국 원나라 양식을 가미한 조선시대의 범종으로 추정된다.

## 참고 문헌
- 밀양 백운사 동종 - 국가유산청 국가유산포털